# 莉齐·亚诺尔德
莉齐·亚诺尔德（英語：Lizzy Yarnold，1988年10月31日—），英国女子钢架雪车运动员。她曾代表英国参加2014年和2018年冬季奥林匹克运动会钢架雪车比赛，获得二枚金牌。